# بشیر اسکندری
بشیر اسکندری زادهٔ ۱۹۸۳ ولایت غزنی، فعال مدنی، داستان‌نویس، شاعر، مفسر سیاسی و اهل افغانستان است.

## زندگی
پس از حمله طالبان به غزنی همراه خانواده در سال ۱۹۹۷ به ایران مهاجرت کرد، در همان دوران به نوشتن داستان و سرودن شعر روی آورد. او در سال ۲۰۰۸ به یونان و در سال ۲۰۱۰ به اسپانیا مهاجرت نمود. سال ۲۰۱۶ از رشته مدیریت شبکه و انفورماتیک فارغ‌التحصیل شد و کارشناسی ارشد خود را در رشته رهبری سیاسی و ارتباطات از دانشگاه خودگردان بارسلونا در سال ۲۰۱۸ اخذ کرد.او همچنین فارغ‌التحصیل رشته روابط بین الملل از این دانشگاه است.
او از جمله فعالین حقوق بشر در امور مهاجرین است که با ارگان‌های حقوق بشری همکاری دارد و یکی از اعضای حزب کارگران سوسیالیست اسپانیا می‌باشد.

## آثار
مقالات بشیر اسکندری بیشتر به زبان اسپانیایی می‌باشد از جمله مقاله نسل‌کشی هزاره‌ها و آپارتاید جنسیتی ‪ را در دانشگاه خودگردان بارسلونا ارائه کرده‌است.

### مجوعه شعر
- مجوعه اشعار هزارگی
- مجوعه عشق پر سودا
- مجوعه مفهوم هق هق یک پرستو
- مجوعه پیک مستی

## نمونه شعر

### نسل ما
| چشم در غربت گشودیم در بهار زندگی |  | تلخ گردید همزمان این روزگار زندگی   |
| فصل‌های عمر ما در خشکی دوران گذشت |  | بیهوده پیر شد نسل ما زیر فشار زندگی |